# Championnats d'Europe d'escrime 1998
Navigation
Édition précédente Édition suivante
Les championnats d'Europe d'escrime 1998 se sont disputés à Plovdiv en Bulgarie en 1998.  La compétition est organisée par la fédération bulgare d'escrime, sous l'égide de la Confédération européenne d'escrime, a vu s'affronter des tireurs des différents pays européens lors de 10 épreuves différentes. Les épreuves par équipes font leur grand retour.

## Médaillés
| Épreuves                               | Or                                                                             | Argent                                                                           | Bronze                                                                                    |
| -------------------------------------- | ------------------------------------------------------------------------------ | -------------------------------------------------------------------------------- | ----------------------------------------------------------------------------------------- |
| Épée                                   |                                                                                |                                                                                  |                                                                                           |
| Hommes individuel résultats détaillés  | Hugues Obry                                                                    | Éric Srecki                                                                      | Vladimir Pzhenikin Vitaliy Zakharov                                                       |
| Hommes par équipes résultats détaillés | Hongrie- Attila Fekete - Géza Imre - Iván Kovács - Krisztián Kulcsár           | France- Rémy Delhomme - Hugues Obry - Frantz Philippe - Éric Srecki              | Russie- Pavel Kolobkov - Valery Zakharevich - Andrei Kolotilin - Sergey Kochetkov         |
| Femmes individuel résultats détaillés  | Elisa Uga                                                                      | Barbara Ciszewska                                                                | Claudia Bokel Monika Maciejewska                                                          |
| Femmes par équipes résultats détaillés | Allemagne- Claudia Bokel - Imke Duplitzer - Denise Holzkamp - Kristina Ophardt | Ukraine- Anna Harina - Alla Myronyuk - Viktoriya Titova - Eva Bybornova          | Pologne- Barbara Ciszewska - Monika Maciejewska - Magdalena Jeziorowska - Joanna Jakimiuk |
| Fleuret                                |                                                                                |                                                                                  |                                                                                           |
| Hommes individuel résultats détaillés  | Ralf Bissdorf                                                                  | Wolfgang Wienand                                                                 | Michael Ludwig Márk Marsi                                                                 |
| Hommes par équipes résultats détaillés | Allemagne- Ralf Bissdorf - Uwe Römer - Pawel Warzycha - Wolfgang Wienand       | Pologne- Piotr Kiełpikowski - Adam Krzesiński - Sławomir Mocek - Ryszard Sobczak | Autriche- Marco Falchetto - Michael Ludwig - Gerd Salbrechter - Joachim Wendt             |
| Femmes individuel résultats détaillés  | Valentina Vezzali                                                              | Sabine Bau                                                                       | Reka Zsofia Lazăr-Szabo Olga Velichko                                                     |
| Femmes par équipes résultats détaillés | Russie- Svetlana Boïko - Angela Tsagaïeva - Olga Velichko - Ekaterina Youcheva | Allemagne- Sabine Bau - Rita König - Monika Weber - Gesine Schiel                | Italie- Diana Bianchedi - Annamaria Giacometti - Giovanna Trillini - Valentina Vezzali    |
| Sabre                                  |                                                                                |                                                                                  |                                                                                           |
| Hommes individuel résultats détaillés  | Marcin Sobala                                                                  | Luigi Tarantino                                                                  | Jean-Philippe Daurelle József Naverette                                                   |
| Hommes par équipes résultats détaillés | Pologne- Norbert Jaskot - Marcin Sobala - Tomasz Stusiński - Rafał Sznajder    | Italie- Raffaello Caserta - Giampiero Pastore - Luigi Tarantino - Tonhi Terenzi  | Russie- Sergey Sharikov - Aleksandr Shirshov - Aleksey Frosin - Stanislav Pozdniakov      |

## Tableau des médailles
| Rang  | Nation      | Or | Argent | Bronze | Total |
| ----- | ----------- | -- | ------ | ------ | ----- |
| 1     | Allemagne   | 3  | 3      | 1      | 7     |
| 2     | Pologne     | 2  | 2      | 2      | 6     |
| 3     | Italie      | 2  | 2      | 1      | 5     |
| 4     | France      | 1  | 2      | 1      | 4     |
| 5     | Russie      | 1  | 0      | 4      | 5     |
| 6     | Hongrie     | 1  | 0      | 2      | 3     |
| 7     | Ukraine     | 0  | 1      | 0      | 1     |
| 8     | Autriche    | 0  | 0      | 2      | 2     |
| 9     | Biélorussie | 0  | 0      | 1      | 1     |
| 9     | Roumanie    | 0  | 0      | 1      | 1     |
| Total | Total       | 10 | 10     | 15     | 35    |